# Aysha basilisca
Aysha basilisca är en spindelart som först beskrevs av Cândido Firmino de Mello-Leitão 1922.  
Aysha basilisca ingår i släktet Aysha och familjen spökspindlar. Inga underarter finns listade.